# Killing Is My Business… and Business Is Good!
Killing Is My Business… and Business Is Good! (с англ. — «Убийство – мой бизнес... успешный бизнес!») — дебютный студийный альбом американской группы Megadeth. Впервые он был выпущен в 1985 году звукозаписывающей компанией Combat Records. В 2002 году вышло расширенное издание альбома с полностью перемикшироваными песнями, новой обложкой и дополнительными композициями. Также переиздание вышло в 2018 году и имело название "Killing is my Business... And Business is Good: The Final Kill." Кавер на тему Нэнси Синатры был переписан с оригинальным текстом

## Предыстория
В течение первых лет Дэйв Мастейн выполнял в группе Metallica роль ведущего гитариста, однако из-за конфликтов с другими участниками, алкоголизма и наркомании его было решено уволить из коллектива. Спустя пару месяцев Мастейн встречается с Дэвидом Эллефсоном и организовывает с ним группу под названием Megadeth. Позже музыкант вспоминал, что всё, чего он хотел — это отомстить своей бывшей группе, играя более тяжёлую и быструю музыку.
В новой группе Дэйв выполнял функции ведущего гитариста и основного автора песен; после неудачных поисков вокалиста музыкант решил исполнять также партии вокала. В начале 1984 года музыканты сделали демозапись, состоящую из трёх песен, и заключили контракт с независимой звукозаписывающей компанией Combat Records; в следующем году организация выделила группе средства для записи дебютного студийного альбома, однако большая часть выделенных денег была потрачена на еду, наркотики и алкоголь, что вынудило коллектив расстаться со своим менеджером и самостоятельно заниматься выпуском пластинки. В записи демо принимал участие гитарист Slayer Керри Кинг. Вскоре альбом был успешно записан в Indigo Ranch Studios в Малибу.

## Музыка и лирика
Музыкальная составляющая пластинки отмечалась критиками как более быстрая и агрессивная разновидность хэви-метала, а также было отмечено общее «хаотичное» звучание и «молниеносные» гитарные соло-партии Мастейна и Поланда. Редактор Джефф Вагнер особо отмечал необычные ритмы и неординарные гитарные риффы, которые он сравнивал с движением потерявшего управление поезда. Бас-гитарист Дэвид Эллефсон отзывался об альбоме как о неплохой дебютной записи, однако был недоволен быстротой композиций и отмечал, что хотел, чтобы некоторые песни были записаны в более медленном темпе.
Лирика композиций альбома посвящена таким темам, как смерть, оккультизм и насилие. Критиками была отмечена крайняя мрачность песен, из-за чего группу обвиняли в сатанизме. Однако сам Мастейн отрицал любую причастность своей группы к этой религии.

## Список композиций
Все песни написаны Дэйвом Мастейном, кроме «These Boots», написанной Ли Хэйзлвудом.
| №  | Название                                          | Текст песни  | Музыка   | Длительность |
| -- | ------------------------------------------------- | ------------ | -------- | ------------ |
| 1. | «Last Rites/Loved to Deth»                        | Дэйв Мастейн | Мастейн  | 4:40         |
| 2. | «Killing Is My Business... and Business Is Good!» | Мастейн      | Мастейн  | 3:06         |
| 3. | «Skull Beneath the Skin»                          | Мастейн      | Мастейн  | 3:47         |
| 4. | «These Boots»                                     | Ли Хэйзлвуд  | Хэйзлвуд | 3:41         |
| 5. | «Rattlehead»                                      | Мастейн      | Мастейн  | 3:43         |
| 6. | «Chosen Ones»                                     | Мастейн      | Мастейн  | 2:55         |
| 7. | «Looking Down the Cross»                          | Мастейн      | Мастейн  | 5:05         |
| 8. | «Mechanix»                                        | Мастейн      | Мастейн  | 4:22         |

| №   | Название                                          | Текст песни | Музыка   | Длительность |
| --- | ------------------------------------------------- | ----------- | -------- | ------------ |
| 1.  | «Last Rites/Loved to Deth»                        | Мастейн     | Мастейн  | 4:40         |
| 2.  | «Killing Is My Business... and Business Is Good!» | Мастейн     | Мастейн  | 3:06         |
| 3.  | «Skull Beneath the Skin»                          | Мастейн     | Мастейн  | 3:47         |
| 4.  | «Rattlehead»                                      | Мастейн     | Мастейн  | 3:43         |
| 5.  | «Chosen Ones»                                     | Мастейн     | Мастейн  | 2:55         |
| 6.  | «Looking Down the Cross»                          | Мастейн     | Мастейн  | 5:04         |
| 7.  | «Mechanix»                                        | Мастейн     | Мастейн  | 4:22         |
| 8.  | «These Boots»                                     | Хэйзлвуд    | Хэйзлвуд | 4:42         |
| 9.  | «Last Rites/Loved to Death» (demo)                | Мастейн     | Мастейн  | 4:18         |
| 10. | «Mechanix» (demo)                                 | Мастейн     | Мастейн  | 4:01         |
| 11. | «The Skull Beneath the Skin» (demo)               | Мастейн     | Мастейн  | 3:11         |

## Участники записи
- Дэйв Мастейн — соло-гитара, вокал, фортепиано[15][16]
- Крис Поланд —  соло-гитара[15]
- Дэвид Эллефсон — бас-гитара, бэк-вокал
- Гар Самуэльсон — ударные, литавры в композиции «Rattlehead»[16]